# Stade Le Canonnier
Das Stade Le Canonnier war das Fußballstadion des belgischen Fußballvereins Excelsior Mouscron. Der Verein musste Ende 2009 den Spielbetrieb einstellen. Mouscron liegt in der Provinz Hennegau in der Region Wallonien. Das Stadion liegt mitten in einem Wohngebiet und hat eine Kapazität von 10.571 Zuschauern. Auf den Rängen bieten sich 6.636 Sitzplätze, 1.210 V.I.P.-Plätze, 20 private Logen und drei V.I.P.-Lounges. Hinzu kommen darüber hinaus ein Entmüdungsbecken und ein Fitnessstudio mit 300 Quadratmeter Fläche. Die Spielstätte wurde vom Fußballclub Royal Excel Mouscron genutzt, der zur Saison 2014/15 in die erste belgische Liga aufgestiegen war. Nach viereinhalb Jahren Abwesenheit finden im Stade Le Canonnier wieder Erstligaspiele statt. Der Verein entstand im Januar 2010 durch die Fusion von Excelsior Mouscron mit dem RRC Péruwelz. Nach dem Abstieg 2021 in die Division 1B 2021/22 wurde dem Club nach der Saison die Lizenz entzogen und er daraufhin aufgelöst.

## Geschichte
Seit 1930 spielte Excelsior unter dem Namen Stade Mouscronnois auf einem Spielfeld ohne Tribünen. Zwei Jahre später wurde, dank großzügiger Geldgeber, am 21. August 1932 die Spielstätte mit einer Haupttribüne eröffnet. Zu diesem Anlass gab es das Freundschaftsspiel Excelsior Mouscron gegen Cercle Brügge.
Im Jahr 1947 wurde die erste überdachte Tribüne gebaut. Bis in die 1970er Jahre wurde am Stadion wenig verändert. Die erste Flutlichtanlage wurde 1973 am Stadion installiert und 1979 erneuerte man die Umkleidekabinen und die gastronomischen Einrichtungen. Erst zum Aufstieg Excelsiors 1990 in die dritte Spielklasse Division 3 begann eine gründliche Renovierung.
Mit der Renovierung wurde die Osttribüne gebaut und das Flutlicht erneuert. Zur Eröffnung des Zuschauerranges am 21. Oktober 1991 lud Excelsior Standard Lüttich zu einem Freundschaftsspiel ein. Nach nur einem Jahr stieg Mouscron in die Division 2 auf und 1996 kam man in der Ersten Division an. Um die Anforderungen der Jupiler League zu erfüllen, wurden die Stehplatztribüne im Norden entfernt und die Südtribüne erweitert. Zusätzlich wurden die Umkleidekabinen erneuert sowie ein Restaurant, eine Eingangshalle und ein Fan-Shop eingerichtet. In der ersten Erstliga-Saison qualifizierte man sich gleich für den UEFA-Pokal.
Mit dem sportlichen Aufstieg setzte sich auch die Erweiterung der Sportstätte fort. Im Jahr 1999 wurde die alte Haupttribüne abgerissen und eine hochmoderne Tribüne (West) errichtet. Für die Spieler wurde ein Fitness-Center und ein Reha-Schwimmbad eingerichtet. Für die Fans gab es VIP-Logen, Business-Seats und ein Bereich mit 350 Plätzen für Kinder unter 12 Jahren. In der Tribüne befindet sich wie auch im Berliner Olympiastadion und der Gelsenkirchener Veltins-Arena eine Stadionkapelle.
Durch seine Lage ist der Parkraum um das Stadion begrenzt, eine Erweiterung kaum möglich. Das Stadion ist schwer erreichbar und es kommt bei Spielen zu Staus. Darüber hinaus gab es Auseinandersetzungen mit Anwohnern, die sich gestört fühlten. So dachte man darüber nach, beim Trainingszentrum von Excelsior Futurosport ein neues Stadion zu bauen. Durch die Zahlungsunfähigkeit und den Ausschluss am 28. Dezember 2009 aus der Jupiler League wurden diese Pläne hinfällig.